# Cadilana
Cadilana è un centro abitato d'Italia, frazione del comune di Corte Palasio.
Al censimento del 21 ottobre 2001 contava 651 abitanti.

## Geografia fisica
Il centro abitato è sito a 70 metri sul livello del mare.

## Società

### Religione
Il centro abitato è sede di una parrocchia della diocesi di Lodi, dedicata alla Natività della Beata Vergine Maria; tale parrocchia fu eretta nel 1923 distaccandone il territorio dalla parrocchia di Corte Palasio.